# Manuel Luis Pellegrini Ripamonti
Manuel Luis Pellegrini Ripamonti, (Santiago, Xile, 16 de setembre de 1953) és un exfutbolista xilè i actual entrenador de futbol. Va jugar com a defensa central des de 1973 fins al 1986 per la Universidad de Chile, i va destacar per la seva entrega i competitivitat.

## Trajectòria com a entrenador
Com a entrenador, la seva trajectòria l'ha portat per diversos clubs xilens, equatorians i argentins, abans de passar al futbol europeu.
- Universidad de Chile (1987-1989)
- Palestino (1990-1991)
- O'Higgins (1992-1993)
- Universidad Católica (1994-1996)
- Palestino (1998)
- Liga de Quito (1999-2000)
- San Lorenzo (2001)
- River Plate (2002-2003)
- Vila-real CF (2004-2009)
- Reial Madrid CF (2009-2010)
- Màlaga CF (2010-2013)
- Manchester City FC (2013-2016)
- Hebei FC (2016-2018)
- West Ham United (2018-2019)
- Reial Betis (2020-)

## Palmarès

### Universidad Católica
- 1994 Copa Interamericana
- 1995 Copa xilena

### LDU Quito
- 1999 Campionat equatorià

### San Lorenzo
- 2001 Clausura argentina
- 2001 Copa Mercosur

### River Plate
- 2003 Clausura argentina

### Vila-real CF
- 2004 Copa Intertoto
- 2007-2008 Trofeu Miguel Muñoz

### Manchester City
- 2013-14: Premier League
- 2013-14, 2015-16: Copa de la Lliga

### Real Betis
- 2021-22: Copa del Rei de futbol
- 2021-2022 Trofeu Miguel Muñoz